# Саръколски район
Саръколски район (на казахски: Сарыкөл ауданы) е съставна част на Костанайска област, Казахстан. Административен център е град Саръкол. Обща площ 6145 км2 и население 19 872 души (по приблизителна оценка към 1 януари 2020 г.).